# Jürgen Schröder
Jürgen Schröder (6 de marzo de 1940) es un deportista alemán que compitió para la RFA en remo.
Participó en los Juegos Olímpicos de Tokio 1964, obteniendo una medalla de plata en la prueba de ocho con timonel. Ganó dos medallas de oro en el Campeonato Europeo de Remo, en los años 1964 y 1965.

## Palmarés internacional
| Representando al Equipo Alemán Unificado |                          |                  |                  |
| Juegos Olímpicos                         |                          |                  |                  |
| Año                                      | Lugar                    | Medalla          | Prueba           |
| 1964                                     | Tokio (Japón)            | Medalla de plata | Ocho con timonel |
| Representando a la RFA                   |                          |                  |                  |
| Campeonato Europeo                       |                          |                  |                  |
| Año                                      | Lugar                    | Medalla          | Prueba           |
| 1964                                     | Ámsterdam (Países Bajos) | Medalla de oro   | Ocho con timonel |
| 1965                                     | Duisburgo (RFA)          | Medalla de oro   | Ocho con timonel |